# Neoscaptia basinitens
Neoscaptia basinitens är en fjärilsart som beskrevs av Rothschild 1912. Neoscaptia basinitens ingår i släktet Neoscaptia och familjen björnspinnare. Inga underarter finns listade i Catalogue of Life.